# 찬덕 주씨
찬덕 주씨(贊德 周氏, 생몰년 미상)는 조선 태조의 후궁이다. 의령옹주의 생모이다.

## 생애
태조의 제문 및 지문에 찬덕 주씨에 대한 언급이 없으며 《조선왕조실록》에도 찬덕 주씨가 태조의 후궁이며 의령옹주의 생모라는 직접적인 기록이 없다. 이로 인해 숙종 때 간행된 왕실 족보인 《선원계보기략》에도 누락되었다. 그러나 《태종실록》, 《세종실록》, 《세조실록》에 그녀의 존재를 증명하는 간접 기록이 존재한다.
계천위(啓川尉) 이등(李登)이 졸(卒)하였다. 이등은 태조(太祖)의 딸 의령 옹주(義寧翁主)에게 장가들었으나, 성질이 부지런하고 삼가서 게을리 하지 않았다. (중략) 이때에 이르러 졸(卒)하니, 나이가 79세였다. 관가에서 장사(葬事)를 치러주고 ‘호안(胡安)’이라 시호(諡號)하니, 나이가 많고 오래 산 것을 ‘호(胡)’라 하고 화목을 좋아하고 다투지 않은 것을 ‘안(安)’이라 한다. 아들이 4인이 있는데, 둘째 아들 이선(李渲)은 임자년 과거에 급제하여 지위가 추밀(樞密)에까지 이르렀다.— 《조선왕조실록》세조 8권, 3년(1457 정축 / 명 천순(天順) 1년) 7월 1일(임술) 1번째기사

“이등(李登)의 아들 이선(李宣)은 태조께서 사랑하시던 외손이요, 그 어미가 비록 천생이나 나(상왕 태종)의 누이이다. 그러므로 나 역시 사랑하는 처지이다. 그런데 일찍이 전 지평주사(知平州事) 평득방(平得邦)과 더불어 혼인 말이 있어 득방이 허락하였었는데, 요새 와서 집이 가난하다고 사절한다니, 득방을 의금부에 하옥시키고 그 연유를 문초하라.”— 《조선왕조실록》세종 3권, 1년(1419 기해 / 명 영락(永樂) 17년) 2월 20일(을미) 7번째기사

동지중추원사 이선(李宣)이 글을 올려 사면(辭免)하기를, 
“신의 집안은 흉화(凶禍)가 일어나 외조모(外祖母)인 찬덕(贊德) 주씨(周氏)에게 수양(收養)되었는데, 주씨가 세상을 떠나매 상복을 입고 빈소를 모셨으나, 장사(葬事)를 마치지 못했는데도 신에게 최복(衰服)을 벗기를 명하니, 신이 명령을 듣고 애통함을 다함이 없으매 황공하여 어찌할 바를 모르겠습니다. 그윽이 생각하건대, 신하와 자식의 도리는 충성과 효도뿐입니다. 충성이 아니면 임금을 섬길 수가 없으며, 효도가 아니면 어버이를 섬길 수가 없으므로, 하루라도 한쪽만을 버릴 수가 없습니다. 삼가 생각하옵건대, 신이 나서 기년이 되기 전에 우리 태조께서 명하여 후정(後庭)에 들어오게 하고는 특별히 외조모에게 명하여 안아서 기르게 하였으니, 소신(小臣)이 출세하여 장대(長大)해져서 오늘날까지 이르게 된 것은 비록 모두 성조(聖祖)의 지극히 인애(仁愛)하신 덕이지마는, 또한 주씨의 양육한 은혜에 연유했던 것이니, 그렇다면, 3년 동안 상복을 입는 것이 진실로 의리에 합당한 것입니다. 만약 양친께서 당(堂)에 계신다면 비록 마음과 같지는 못할 것이나, 하물며 세속(世俗)에서 1백 일의 상을 치르게 되매 슬픈 정은 거의 펼 수가 있지마는, 그 기일이 매우 짧습니다. 엎드려 바라옵건대, 큰 도량을 넓혀 어리석은 심정을 굽어살펴서 기복(起復)의 명령을 환수(還收)하고, 의복(義服)의 제도를 따르게 하여 효도로써 다스리는 정치를 빛나게 한다면, 어찌 다만 미신(微臣)만이 조석으로 칭송 기도할 뿐이겠습니까. 또한 주씨께서도 지하에서 감격하여 울 것입니다.”
하였으나, 윤허하지 아니하였다. — 《조선왕조실록》 세종 71권, 18년(1436 병진 / 명 정통(正統) 1년) 2월 2일(무술) 2번째 기사

찬덕(贊德)은 조선 태종 때 세운 내명부 여관직 중 하나로, 이때 지정된 품계는 3품이며  2품 숙의(淑儀) 아래에 놓였다 세종 때 내명부 관제가 재정비되고 전격 개정됨으로써 더 이상 쓰이지 않았으나, 본래는 당나라 때 일시적으로 쓰인 후궁 작위로 당 고종 때 창제되어 황후의 아래에 놓였다가 당 현종 때 후궁 관제가 다시 개정되면서 사라졌다.
한편 《세종실록》 1436년 2월 2일의 "빈소를 모셨으나 장사를 마치지 못했는데도 상복을 벗기를 명 받았다."라는 기록으로 볼 때, 주씨는 이 이전에 사망한 것으로 보인다.

## 가족 관계
- 남편 : 제1대 태조(太祖, 1335~1408)
  - 딸 : 의령옹주(義寧翁主, ? ~1466)
  - 사위 : 계천군 이등(啓川君 李登)
    - 외손자 : 이황
    - 외손자 : 이선
    - 외손자 : 이림
    - 외손자 : 이효